# Photograph Smile
Photograph Smile ist das fünfte Musikalbum des Sängers Julian Lennon. Es erschien im Mai 1998 in Großbritannien und Deutschland und im Februar 1999 in den USA.

## Entstehung
Nachdem Lennon 1991 sein Album Help Yourself veröffentlicht hatte, zog er sich aus dem Musikgeschäft zurück. Er verließ seine Plattenfirma Atlantic Records und zog nach Norditalien, wo er sich der Architektur und dem Innendesign zuwandte und ein Restaurant eröffnete. Für seine neue Platte, die er weitgehend selbst produzierte, gründete er das Musiklabel „Music from Another Room“, über das die CD in Großbritannien vertrieben wurde. Das Cover zeigt ein Kinderfoto von Lennon.
Der Grund, nach sieben Jahren ein neues Album aufzunehmen, war für Lennon vor allem die Rückschau auf bisherige Veröffentlichungen: „Ich wollte nicht, dass meine letzten Alben mein Vermächtnis an die Musikindustrie darstellen. Sie waren einfach nicht gut genug. Ich wollte ein Album machen, auf das ich stolz sein kann. Eines, über das ich die Kontrolle habe“, erklärte er 1999 in einem Interview.
Lennons Album erschien am 18. Mai 1998 und damit am selben Tag, an dem auch sein Halbbruder Sean Lennon sein Debütalbum Into the Sun veröffentlichte.
Nach der Veröffentlichung von Photograph Smile und einer anschließenden mehrwöchigen Tour durch die USA und Europa zog sich Lennon wieder ins Privatleben zurück.

## Titel
1. Day After Day – 4:19
2. Cold – 4:41
3. I Should Have Known – 4:16
4. How Many Times – 5:51
5. I Don’t Wanna Know – 4:04
6. Crucified – 5:11
7. Walls – 4:47
8. Believe – 4:52
9. Good to Be Lonely – 4:25
10. Kiss Beyond the Catcher – 4:00
11. And She Cries – 3:49
12. Photograph Smile – 4:35
13. Faithful – 3:41
14. Way to Your Heart – 5:40

Lennon, der auf dem Album auch als Gitarrist, Keyboarder, Backgroundsänger und Arrangeur zu hören war, schrieb alle Titel des Albums selbst. Day After Day, Cold, I Don’t Wanna Know, Good to Be Lonely und And She Cries entstanden in Zusammenarbeit mit Mark Spiro, während Lennon bei den Titeln Crucified, Walls, Kiss Beyond the Catcher und Photograph Smile mit Greg Darling zusammenarbeitete. Way to Your Heart entstand in Zusammenarbeit mit Dalbello.
Die in Japan veröffentlichte Version des Albums enthielt mit Don’t Let Me Down und I Need You zwei Bonustracks.
Die Single Day After Day war Teil des Soundtracks der Liebeskomödie Liebe auf den ersten Schrei aus dem Jahr 1998.

## Charterfolge
Das Album Photograph Smile erreichte Platz 94 der deutschen Charts und war das erste Album Lennons, das sich in den deutschen Charts platzieren konnte. In Österreich erreichte das Album Platz 40, in Australien kam es auf Platz 28 der Charts.
Die einzige Single, die sich in den Charts platzieren konnte, war Day After Day: In Großbritannien erreichte sie Platz 66.

## Kritik
Stephen Thomas Erlewine von Allmusic befand, Lennon habe auch unter dem Einfluss von Gruppen wie Oasis oder Blur zurück zu den „beatlesquen“ Wurzeln seines Debütalbums Valotte gefunden. Viele Titel des Albums seien am Piano begleitete Balladen, und obwohl das Album nicht sehr abwechslungsreich sei, sei die Musik doch melodisch und handwerklich gut – und würde mehr Lob erhalten, wenn sie nicht vom Sohn eines Beatle stammen würde.
Rolling Stone schrieb, dass Photograph Smile ein intimes, einfaches Album sei. Es klinge wie die Arbeit eines Mannes, der mit den Geistern der Vergangenheit Frieden gemacht habe und nun endlich wieder anfange, neue Melodien zu schreiben, auch wenn das Album nicht die Popmusik revolutionieren werde.
Der Spiegel bezeichnete Photograph Smile als Platte mit „ganz viel Julian, ganz wenig John, aber auch ganz wenig Ideen“, während WOM meinte, Lennon habe mit Photograph Smile „sein bisher bestes Album vorgelegt, eine emotionale Rückschau auf sein Leben“.